# Allacanthocotyla pugetensis
Allacanthocotyla pugetensis är en plattmaskart. Allacanthocotyla pugetensis ingår i släktet Allacanthocotyla och familjen Acanthocotylidae. Inga underarter finns listade i Catalogue of Life.